# 阿米尼亞 (紐約州普查規定居民點)
阿米尼亞（英語：Amenia）是位於美國紐約州達奇斯縣的普查規定居民點。

## 人口
根據2020年美國人口普查的數據，阿米尼亞的面積為3.22平方千米，當中陸地面積為3.15平方千米，而水域面積為0.07平方千米。當地共有人口725人，而人口密度為每平方千米225.16人。